# جون غاردنر (روائي)
جون غاردنر (بالإنجليزية: John Gardner)‏‏ (21 يوليو 1933 في باتافيا - 14 سبتمبر 1982 في نهر سسكويهانا) كاتب، ومترجم، وروائي، وكاتب مقالات، وكاتب غير روائي، وناقد أدبي، وكاتب للأطفال، وصحفي من الولايات المتحدة.

## النشأة والتعليم
ولد غاردنر في باتافيا، نيويورك. كان والده واعظًا ومزارعًا، ودرَّست والدته اللغة الإنجليزية في مدرسة محلية. كان كلا الوالدين مغرمين بشكسبير وكثيرًا ما ناقشا الروايات معًا. نشط غاردنر في الكشافة الأمريكية وحقق رتبة النسر الكشفي. درس غاردنر في طفولته في المدرسة العامة وعمل في مزرعة والده. قُتل شقيقه الأصغر جيلبرت في حادث في المزرعة في أبريل 1945، كان غاردنر هو الذي يقود الجرَّار خلال الحادث وحُمِّل الذنب في وفاة أخيه طوال حياته، وعانى من الكوابيس والذكريات السيئة. عرض غاردنر الحادث بشكل مباشر في قصته القصيرة «الفداء» التي صدرت عام 1977 والتي تضمنت سردًا خياليًا للحادث وكيف حفز الإلهام الأدبي عنده. بدأ غاردنر تعليمه الجامعي في جامعة ديباو، لكنه حصل على شهادته الجامعية من جامعة واشنطن في سانت لويس عام 1955. حصل على درجة الماجستير عام 1956 والدكتوراه عام 1958 من جامعة أيوا، وعمل كأستاذ زائر في جامعة ديترويت عام 1970.

## التدريس والجدل
كان جون غاردنر مدرسًا لمادة الأدب الخيالي، وعضوًا دائمًا في مؤتمر ميدلبيري بريد. وأصبح كتاباه عن فن كتابة الرواية «فن الخيال» و«أن تكون روائيًا» مراجع معتمدة في هذا المجال.
أثار كتاب غاردنر «الخيال الأدبي» الذي صدر في عام 1978 جدلًا كبيرًا في وسائل الإعلام، ونال غاردنر بفضله شهرة كبيرة من خلال مقابلة تلفزيونية مع ديك كافيت في 16 مايو 1978، وصورته على غلاف مجلة نيويورك تايمز في يوليو 1979. انتقد غاردنر مؤلفين معاصرين من بينهم شخصيات بارزة في عالم الرواية الأمريكية مثل جون أبديك وجون بارث من خلال وصفهم بغير جذاب أو جريء أو مباشر. أضر هذا الأسلوب بسمعته بين زملائه من الكُتاب والنقاد، وادعى غاردنر أن العداء المستمر بينه وبين منتقدي كتاب الخيال الأدبي دفعهم لتقديم مراجعات غير سارة لروايته الأخيرة «أشباح ميكلسون» على الرغم من أن النقاد الأدبيين امتدحوا الكتاب لاحقًا. لقد ضاع في وسط موجة الغضب والانتقاد لكتاب الخيال الأدبي الفكرة الرئيسية التي أراد غاردنر ترسيخها والتي تركز على أنَّ فن الخيال الأدبي يجب أن يميز بين الصواب والخطأ.
درَّس غاردنر في جامعة ولاية تشيكو بين أعوام 1959 – 1962، وفي كلية أوبرلين بين أعوام 1958 – 1959، وكلية ولاية سان فرانسيسكو 1962 – 1965، وجامعة جنوب إلينوي 1965 – 1974، وجامعة بينغهامتون 1976 – 1982.

## المشاكل الصحية
تلقى جون غاردنر العلاج في مستشفى جونز هوبكنز بعد تشخيص إصابته بسرطان الكولون في 10 ديسمبر 1977، وبقي في المستشفى لمدة شهر ونصف تقريبًا. وعانى من عواقب الإدمان على المخدرات والكحول والتبغ في وقت متأخر من حياته.

## الحياة العائلية
تزوج غاردنر من لويزا باترسون في 6 يونيو 1953، انتهى الزواج بالطلاق في عام 1980 بعد أن أنجب الزوجان عدة أولاد، ثم تزوج من الشاعرة والروائية ليز روزنبرغ في عام 1980، لكن هذا الزواج انتهى بالطلاق أيضًا في عام 1982.

## الجوائز
- زمالة غوغنهايم

## روابط خارجية
- جون غاردنر على موقع IMDb (الإنجليزية)
- جون غاردنر على موقع الموسوعة البريطانية (الإنجليزية)
- جون غاردنر على موقع إن إن دي بي (الإنجليزية)